# 김천 김산향교
김천 김산향교(金泉 金山鄕校)는 대한민국 경상북도 김천시 교동에 있는 향교이다. 2013년 4월 8일 경상북도의 유형문화재 제463호로 지정되었다.

## 개요
향교는 공자와 여러 성현께 제사를 지내고, 지방민의 교육과 교화를 위해 나라에서 세운 교육기관이다.
김산향교는 조선 태조 1년(1392) 처음 지었으며, 임진왜란 때 불타 없어졌다. 인조 12년(1634) 대성전과 명륜당을 다시 지었고 동재·서재, 동무·서무, 묘문(廟門) 등을 복원하였다. 지금의 건물은 그 당시에 지은 것이다.
제사지내는 공간인 5칸의 대성전과 동무, 교육 기능을 수행하는 강당인 7칸의 명륜당, 학생들의 기숙사인 동재·서재, 내삼문, 외삼문 등이 남아 있다. 대성전에는 공자를 비롯한 그 제자와 우리나라 성현들의 위패를 모시고 있다.
조선시대에는 나라에서 토지와 노비·책 등을 지원받아 학생들을 가르쳤으나, 지금은 교육 기능은 없어지고 제사 기능만 남아 있다.

## 참고 자료
- 김산향교 - 국가유산청 국가유산포털